# Amfilochios (Andronikakis)
Amfilochios (světským jménem: Antonios Andronikakis; * 1964, Chania) je řecký pravoslavný duchovní Krétské pravoslavné církve, arcibiskup a metropolita Kissamosu a Selina.

## Život
Narodil se roku 1964 v Chanii.
Základní vzdělání získal ve svém rodném městě. Poté studoval na pravoslavném gymnáziu na Krétě. Po stredoskolem studiu nastoupil na teologickou fakultu Aristotelovy univerzity v Soluni, kterou dokončil roku 1987.
Roku 1990 byl v monastýru Gonia postřižen na monacha. Stejného roku byl rukopoložen na hierodiakona a roku 1992 byl metropolitou Lampi, Syvritosu a Sfakie Irenaiosem (Mesarchakisem) rukopoložen na jeromonacha. 
Dne 18. listopadu 1992 roku byl povýšen na archimandritu.
Od roku 1993 sloužil v kléru archiepiskopii Thyateira a Velká Británie, kde byl představeným chrámu svatého Mikuláše v Cardiffu. Na univerzitě v Cardiffu absolvoval postgraduální studium, kde roku 1995 získal titul magistra.
Následně čtyři roku sloužil v metropolii Lampi.
Od roku 1997 byl protosynkelem metropolie Kissamos a byl přednášejícím na středních školách v okolí Kissamosu.
V letech 2003-2005 byl scholarchem Krétské pravoslavné akademie.
Dne 4. října 2005 byl Svatým synodem Krétské pravoslavné církve zvolen metropolitou Kissamosu a Selina. Dne 8. října proběhla jeho biskupská chirotonie.
Po výzvě konstantinopolského patriarchy Bartoloměje ke zvýšení počtu duchovních s tureckým občanstvím, které by mu v budoucnu umožnilo účastnit se voleb konstantinopolského patriarchy, obdržel pas tureckého občana.